# Corus breuningi
Corus breuningi là một loài bọ cánh cứng trong họ Cerambycidae.